# Championnat d'Europe masculin de rink hockey des moins de 20 ans 1981
Navigation
Championnat d'Europe masculin -20 ans 1980 Championnat d'Europe masculin -20 ans 1982
Le Championnat d'Europe de rink hockey masculin des moins de 20 ans 1981 est la 20e édition de la compétition organisée par le Comité européen de rink hockey et réunissant les meilleures nations européennes des moins de 20 ans. Cette édition a lieu à Genève, en Suisse.
L'équipe d'Espagne des moins de 20 ans remporte sa 11e couronne européenne de rink hockey.

## Participants
Huit équipes prennent part à cette compétition.
- Espagne
- Portugal
- Italie
- Allemagne
- Pays-Bas
- Belgique
- Angleterre
- Suisse

## Résultats
Chaque équipe se rencontre une fois.
| Rang | Équipe     | Pts | J | G | N | P | Bp | Bc | Diff |  | Résultats  |  |     |     |     |     |     |      |      |
| ---- | ---------- | --- | - | - | - | - | -- | -- | ---- |  | ---------- |  | --- | --- | --- | --- | --- | ---- | ---- |
| 1    | Espagne    | 14  | 7 | 7 | 0 | 0 |    |    |      |  | Espagne    |  | 4-3 | 4-1 | v-d | 2-1 | 9-0 | 11-0 | 11-3 |
| 2    | Portugal   | 12  | 7 | 6 | 0 | 1 |    |    |      |  | Portugal   |  |     | 2-1 | 5-0 | 2-1 | 7-1 | 21-0 | 15-3 |
| 3    | Italie     | 10  | 7 | 5 | 0 | 2 |    |    |      |  | Italie     |  |     |     | 3-1 | 6-5 | v-d | 10-3 | 5-1  |
| 4    | Allemagne  | 6   | 7 | 3 | 0 | 4 |    |    |      |  | Allemagne  |  |     |     |     | 3-0 | v-d | 3-4  | 4-0  |
| 5    | Pays-Bas   | 6   | 7 | 3 | 0 | 4 |    |    |      |  | Pays-Bas   |  |     |     |     |     | 5-3 | v-d  | v-d  |
| 6    | Belgique   | 4   | 7 | 2 | 0 | 5 |    |    |      |  | Belgique   |  |     |     |     |     |     | 5-1  | 9-2  |
| 7    | Angleterre | 4   | 7 | 2 | 0 | 5 |    |    |      |  | Angleterre |  |     |     |     |     |     |      | v-d  |
| 8    | Suisse     | 0   | 7 | 0 | 0 | 7 |    |    |      |  | Suisse     |  |     |     |     |     |     |      |      |